# Famous in Love
Famous in Love, ou Célébrités en amour au Québec, est une série télévisée américaine en vingt épisodes de 42 minutes, développée par Rebecca Serle et I. Marlene King et diffusée entre le 18 avril 2017 et le 30 mai 2018 sur Freeform et au Canada en simultané sur Bravo! pour la première saison puis en décalé sur E! Canada pour la deuxième saison.
La série est une adaptation du roman du même titre de la romancière Rebecca Serle.
Au Québec, elle a été diffusée entre le 3 septembre 2018 et le 4 novembre 2019 sur VRAK. En France, elle a été mise en ligne intégralement le 4 octobre 2021 sur Canal+ via le service MyCanal. Elle reste pour le moment inédite dans tous les autres pays francophones.

## Synopsis
Paige Townsen est une étudiante ordinaire jusqu'au jour où elle passe une audition pour jouer dans un blockbuster hollywoodien adapté de la dernière saga littéraire en vogue et décroche le rôle principal. Elle doit maintenant arriver à jongler entre sa nouvelle vie de star et son ancienne vie au côté de sa famille et de ses amis.

## Distribution

### Acteurs principaux
- Bella Thorne (VQ : Laetitia Isambert) : Paige Townsen
- Charlie DePew (VQ : Nicolas DePassillé-Scott) : Jake Salt
- Georgie Flores (VF : Camille Donda ; VQ : Kim Jalabert) : Cassandra « Cassie » Perkins
- Carter Jenkins (VQ : Nicholas Savard L'Herbier) : Rainer Devon
- Niki Koss (VQ : Aurélie Morgane) : Alexis « Lexie » Glenn
- Keith Powers (VQ : Nicolas Charbonneaux-Collombet) : Jordan Wilder (né Michaels)
- Pepi Sonuga (VQ : Ludivine Reding) : Tangey Turner
- Perrey Reeves (VF : Juliette Degenne ; VQ : Nathalie Coupal) : Nina Devon

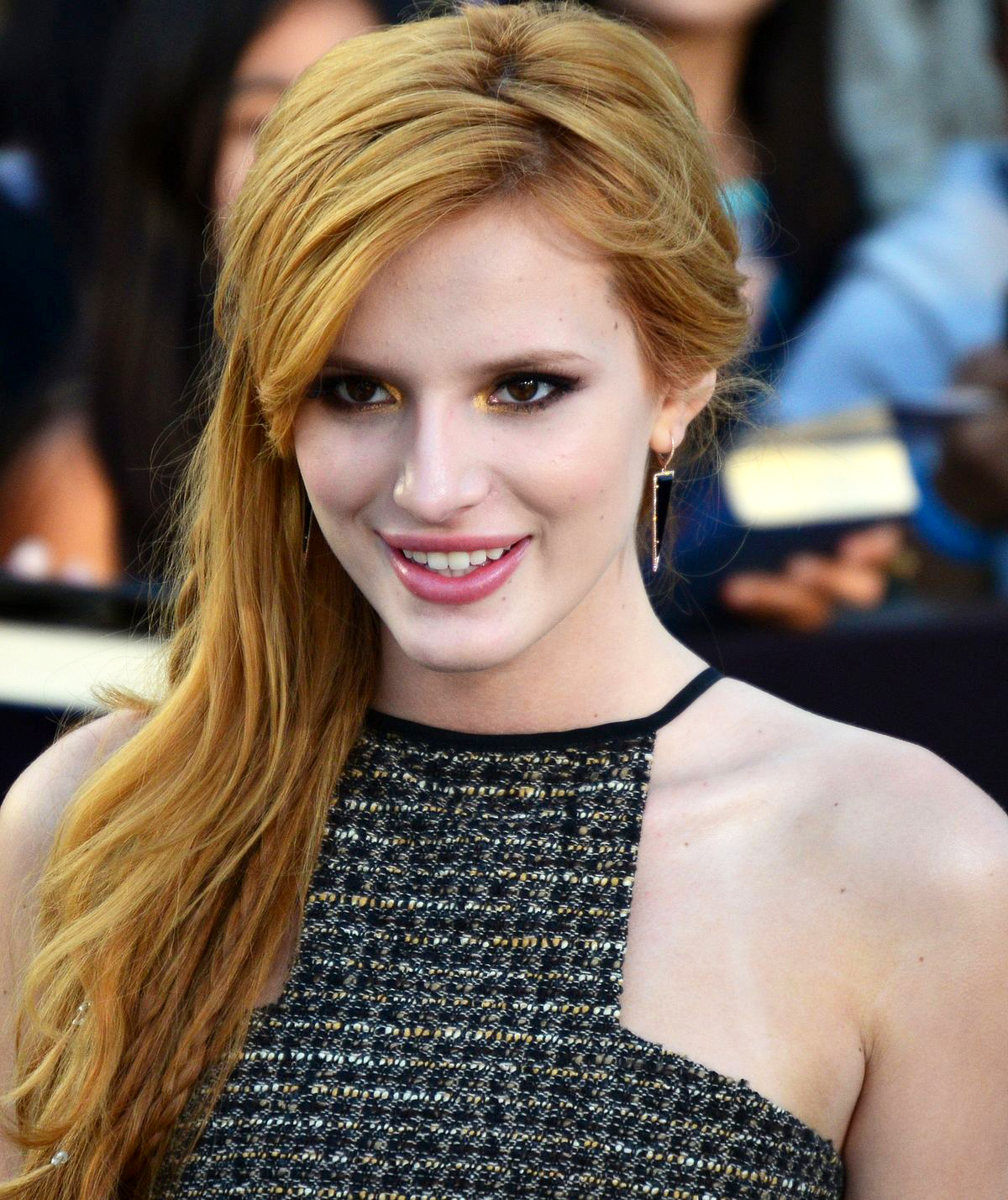
Bella Thorne interprète Paige.
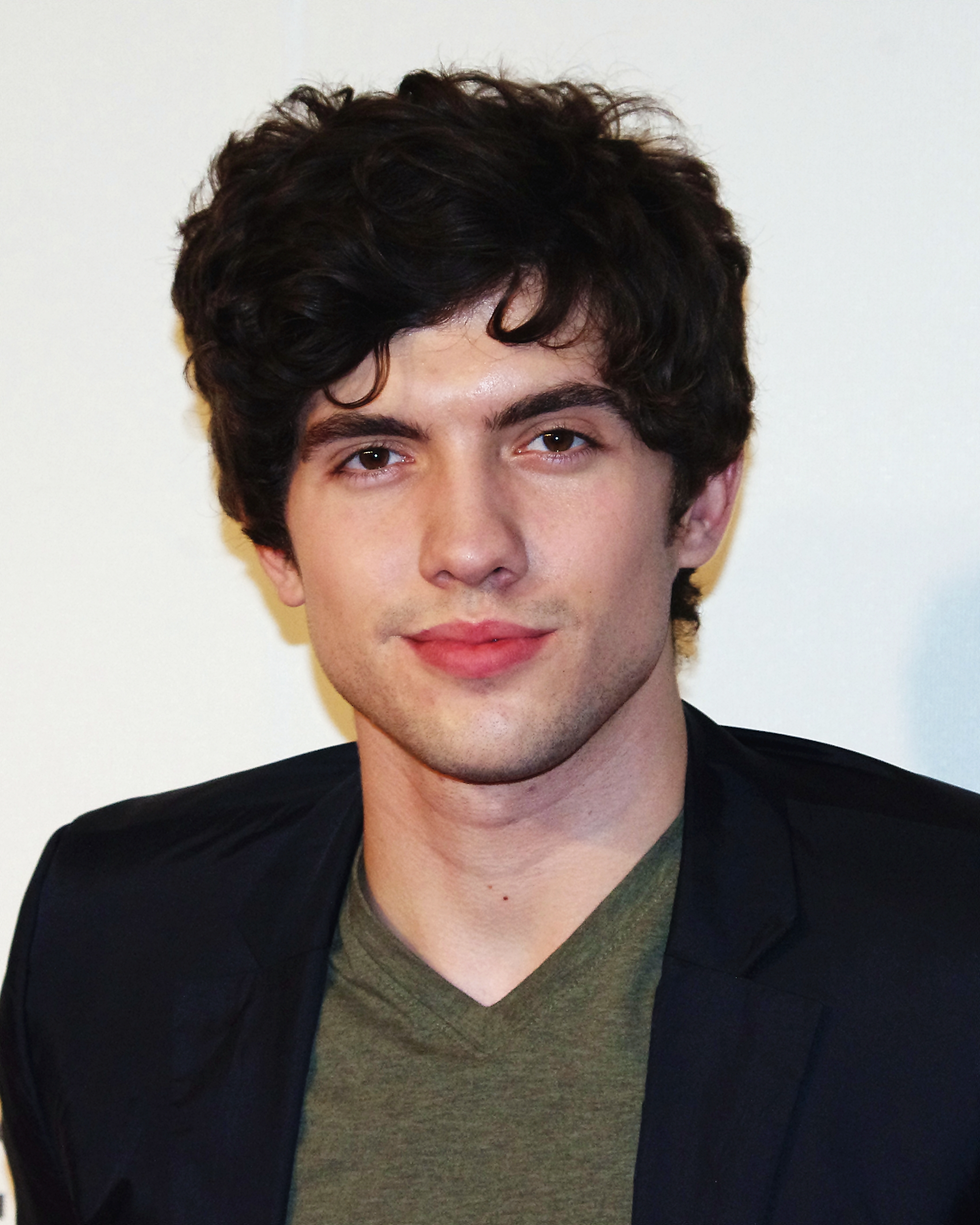
Carter Jenkins interprète Rainer.
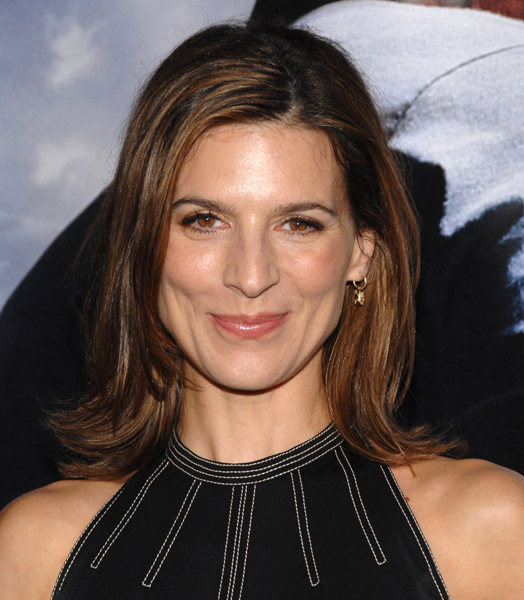
Perrey Reeves interprète Nina.

### Acteurs récurrents
- Shawn Christian (VF : Guillaume Orsat ; VQ : Manuel Tadros) : Alan Mills
- Vanessa A. Williams : Ida Turner
- Tom Maden (VF : Valéry Schatz) : Adam
- Rob Estes (VF : Maurice Decoster) : Steve Silver
- Tanjareen Martin (en) : Brandy Michaels
- Katelyn Tarver : Rachel Davis
- Jason Antoon (en) : Wyatt Lippman (saison 1)
- Nathan Stewart-Jarrett (VF : Diouc Koma) : Barrett Hopper (saison 1)
- Danielle Campbell : Harper Tate (saison 2)
- Romeo Miller : Pablo Money (saison 2)
- Sophia Ali : Joanie (saison 2)
- Claudia Lee (en) (VF : Diane Dassigny) : Billy (saison 2)
- Janis Valdez : Marisol (saison 2)
- Sofia Carson : Sloane Silver (saison 2)

### Invités spéciaux
- Chad Lowe : lui-même (saison 1, épisode 1)
- The Dolan Twins : eux-mêmes (saison 1, épisode 3)
- Ben Higgins et Lauren Bushnell : eux-mêmes (saison 1, épisode 7)
- Dan Fogler : lui-même (saison 1, épisode 9)
- Ryan Phillippe : lui-même (saison 1, épisode 9)
- Adrienne Bailon : elle-même (saison 2, épisode 1)
- Jeannie Mai : elle-même (saison 2, épisode 1)
- Ally Brooke : elle-même (saison 2, épisode 3)
- Kelly Ripa Consuelos : elle-même (saison 2, épisode 9)
- Ryan Seacrest : lui-même (saison 2, épisode 9)

 Source et légende : version française (VF) sur RS Doublage et version québécoise (VQ) via le carton de doublage en fin d'épisode sur VRAK.

## Développement

### Production
Lors du tournage de la série Shake It Up, Bella Thorne découvre le roman dont est inspiré la série et fait part de son intérêt pour une adaptation à son manager. Ce dernier étant aussi celui de Ashley Benson, il présente le roman à I. Marlene King, déjà aux commandes de Pretty Little Liars, qui décide de développer le projet.
En 2015, la chaîne ABC Family, ancien nom de Freeform, commande le pilote de la série et annonce qu'il sera développé par I. Marlene King en collaboration avec Rebecca Serle, l'auteure du roman. Il est aussi annoncé que Bella Thorne serait le personnage principal de la série.
Le 7 avril 2016, Freeform annonce la commande d'une première saison pour la série qui sera diffusée dès le début de l'année 2017.
Le 10 mars 2017, la chaîne dévoile que la série sera disponible intégralement en vidéo à la demande sur sa plateforme de streaming et sur le service Hulu juste après la diffusion du pilote à la télévision. Néanmoins, la série sera aussi diffusée de façon classique, c'est-à-dire un épisode par semaine à la télévision à partir du 18 avril 2017.
Le 18 avril 2017, il est révélé que la série sera aussi diffusée sur la plateforme de streaming du réseau ABC, chaîne sœur de Freeform, permettant un accès gratuit à la série aux personnes ne disposant pas de la chaîne câblée ou d'un abonnement Hulu.
Le 3 août 2017, la chaîne annonce le renouvellement de la série pour une deuxième saison. En effet, bien que les audiences en diffusion télé soit très basses, la série est un succès en streaming, réunissant plus de 10 millions de téléspectateurs la semaine de son lancement en ligne.
Le 18 janvier 2018, la chaîne annonce que la deuxième saison débutera le 4 avril 2018.
Le 26 juin 2018, plusieurs sites spécialisés annoncent l'arrêt de la série. The Hollywood Reporter dévoile que cette décision a été prise à la suite du refus du service Hulu de participer à la production d'une troisième saison. Le service disposait des droits de diffusion en ligne de la série et avait contribué au succès de la première saison, mais les audiences ont chuté en deuxième saison. Le magazine dévoile également que des tensions entre Bella Thorne et certains membres de la production, dont I. Marlene King, auraient aidés la chaîne à prendre cette décision.
Néanmoins, la chaîne annonce quelques heures plus tard qu'aucune décision n'a été prise concernant la série. De son côté, I. Marlene King dément les rumeurs de tensions entre l'équipe et Bella Thorne.
Le 29 juin 2018, Freeform annonce officiellement via un communiqué l'arrêt de la série. La chaîne parle d'une « décision difficile » mais confirme les audiences fortement en baisses de la série ainsi que le refus d'Hulu.

### Casting
Le 31 octobre 2017, le rappeur Romeo Miller rejoint la distribution récurrente de la deuxième saison pour interpréter Pablo Money, une star du hip-hop puis le 6 décembre 2017, Ally Brooke du groupe Fifth Harmony dévoile qu'elle sera l'invitée spéciale de la série le temps d'un épisode.
Quelques jours plus tard, Bella Thorne annonce que l'actrice et chanteuse Sofia Carson sera également l'invitée de la série et qu'elle n’interprètera pas son propre rôle. Le mois suivant, la chaîne révèle que l'actrice sera finalement récurrente et interprétera Sloane, la fille d'un magnat du cinéma.
Le 18 janvier 2018 il est dévoilé lors d'un événement organisé par la chaîne que les actrices Claudia Lee, Janis Valdez et Danielle Campbell rejoignaient la distribution récurrente de la deuxième saison.

### Tournage
La série est tournée à Los Angeles en Californie.

## Épisodes
Note : Les titres de certains épisodes sont différents en France et au Québec. Les titres français sont indiqués en premiers et les québécois en second.

### Première saison (2017)
L'intégralité de la saison a été mise en ligne le 18 avril 2017 en vidéo à la demande. Elle a aussi été diffusée à la télévision, à raison d'un épisode par semaine, entre le 18 avril et le 13 juin 2017 sur Freeform.
1. L'Audition / Pilote (Pilot)
2. Naissance d'une star / Une étoile déchirée (A Star Is Torn)
3. Étudier ou ne pas étudier / Pas si facile (Not So Easy A)
4. Prélude aux hostilités / Le Temps d'une brouille (Prelude to a Diss)
5. Pas de trois / Certains ne l'aiment pas (Some Like It Not)
6. Il était une fois en Chine / Traduction fidèle (Found in Translation)
7. Secrets et révélations / Secrets et recettes (Secrets & Pies)
8. Un amour flou / Un amour manuscrit (Crazy Scripted Love)
9. Cinquante Nuances de Rouge (Fifty Shades of Red)
10. Voir Los Angeles partir / Adieu Los Angeles (Leaving Los Angeles)

### Deuxième saison (2018)
Elle a été diffusée entre le 4 avril et le 30 mai 2018.
1. Les Joueurs / Le Choix (The Players)
2. La La Locked / Les Ricochets (La La Locked)
3. Il était une fois un scandale / En amour comme à la guerre (Totes on a Scandal)
4. Quand les enfants s'en mêlent / Le Moment de la vérité (The Kids Aren't All Right)
5. Retour à la réalité / L'Envers du décor (Reality Bites Back)
6. Clap de fin / Tourner la page (The Goodbye Boy)
7. Le Feu et la glace / Le Manuscrit (Guess Who's (Not) Coming to Sundance?)
8. L'Inconnu dans la maison / La Chute (Look Who's Stalking)
9. New York, New York / Gloire et déboire (Full Mental Jacket)
10. Le Bon, la brute et la cinglée / Reprendre la barre (The Good, the Bad and the Crazy)

## Audiences
La meilleure audience de la série a été réalisée par le premier épisode de la série avec 653 000 téléspectateurs.
La pire audience de la série a été réalisée par le deuxième épisode de la deuxième saison, La La Locked, avec 193 000 téléspectateurs.
Malgré des audiences télé plutôt légères, Freeform dévoile le 24 avril 2017 que la première saison est un succès d'audience sur les services de vidéo à la demande, réunissant plus de 10 millions de téléspectateurs lors de sa semaine de lancement.
En saison deux, les audiences télé restent toujours légères, néanmoins le 26 juin 2018, le magazine The Hollywood Reporter dévoile que les audiences en vidéo à la demande de la série ont également chutées, provoquant l'annulation de la série.
| Saisons | Diffusion      | Nombre d'épisodes | Lancement     | Lancement       | Final        | Final           | Téléspectateurs (en moyenne) |
| Saisons | Diffusion      | Nombre d'épisodes | Date          | Téléspectateurs | Date         | Téléspectateurs | Téléspectateurs (en moyenne) |
| ------- | -------------- | ----------------- | ------------- | --------------- | ------------ | --------------- | ---------------------------- |
| 1       | Mardi, 21 h    | 10                | 18 avril 2017 | 0.65 millions   | 13 juin 2017 | 0.23 millions   | 331 000                      |
| 2       | Mercredi, 20 h | 10                | 4 avril 2018  | 0.28 millions   | 30 mai 2018  | 0.22 millions   | 254 000                      |

## Distinctions

### Nominations
- Teen Choice Awards 2017 :
  - Série dramatique préférée
  - Nouveauté à la télévision préférée
  - Actrice préférée dans une série dramatique pour Bella Thorne
- Teen Choice Awards 2019 :
  - Série dramatique préférée
  - Actrice préférée dans une série dramatique pour Bella Thorne